# 托斯諾
59°32′N 30°53′E / 59.533°N 30.883°E
托斯諾 （俄语：То́сно）是俄羅斯列寧格勒州的一個城市，位於聖彼得堡東南53公里的托斯諾河畔。2002年人口為38,683人。
1500年首見於文獻。1963年設市。

## 姐妹城市
- 挪威巴朗恩